# 健康报
《健康报》是中华人民共和国国家卫生健康委员会的机关报。现在《健康报》旗下还有杂志《大众健康》（1985年创办）和《中国卫生》（2004年4月并入）、周报《健康文摘报》（1991年创办）。

## 历史
1931年创刊于江西瑞金。1945年抗日战争胜利后，《健康》报创始人贺诚任东北民主联军总卫生部长，促成《健康》报1946年8月15日在佳木斯复刊。东北民主联军总卫生部政治部宣传科科长马荆宇负责复刊出版，由《东北画报》社印刷厂排版印刷。1947年，东北民主联军总卫生部由佳木斯市迁到哈尔滨市南岗区原满洲国海关大楼。1947年3月，赵澍民从东北民主同盟军卫生处调任东北民主联军总卫生部教育处出版科科长，接手《健康》报社工作。 
1956年1月由周恩来题写报头。

2018年，报纸入选2017年全国百强报纸推荐名单。